# Galápagospijlstormvogel
De galápagospijlstormvogel (Puffinus subalaris) is een vogel uit de familie van de stormvogels en pijlstormvogels (Procellariidae). Vroeger werd deze soort beschouwd als een ondersoort van de  Audubons pijlstormvogel.

## Verspreiding en leefgebied
Deze soort is endemisch op de Galapagoseilanden.

## Status
De populatiegrootte van de galápagospijlstormvogel werd in 2019 geschat op 35 duizend volwassen vogels. De soort gaat in aantal achteruit. Echter, het tempo van achteruitgang ligt onder de 30% in tien jaar (minder dan 3,5% per jaar). Om deze redenen staat de vogel als niet bedreigd op de Rode Lijst van de IUCN.